# Гауссово случайное поле
Гауссовское случайное поле (ГСП, англ. Gauss random field, GRF) — это случайное поле, имеющее гауссовские функции плотности вероятности переменных. Одномерное гауссовское случайное поле также называется гауссовским процессом. Важным частным случаем гауссовского случайного поля является гауссовское свободное поле.
Что касается применения ГСП, начальные условия физической космологии, созданные квантовыми механическими колебаниями во время космической инфляции, считаются ГСП с почти инвариантным относительно масштаба спектром.
Начальные условия физической космологии, порождаемые квантово-механическими  флуктуациями в инфляционная модели Вселенной считается гауссовским случайным полеем с почти масштабно-инвариантным спектром.

## Построение
Одним из способов построения ГСП является предположение, что поле представляет собой сумму большого количества плоских, цилиндрических или сферических волн с равномерно распределенной случайной фазой. Там, где это применимо, центральная предельная теорема диктует, что в любой точке сумма этих вкладов отдельных плоских волн будет иметь гауссово распределение. Этот тип ГСП полностью описывается его спектральной плотностью мощности и, следовательно, посредством теоремы Хинчина — Колмогорова, его двухточечной автокорреляционной функцией, которая связана со спектральной плотностью мощности через преобразование Фурье.
Предположим, что {\displaystyle f(x)} — значение ГСП в точке {\displaystyle x} в некотором D-мерном пространстве. Если мы составим вектор значений {\displaystyle f} в N точках, {\displaystyle x_{1},\dots ,x_{N}} , в D-мерном пространстве, то вектор {\displaystyle f(x_{1}),\dots ,f(x_{N})} всегда будет распределяться как многомерное гауссово поле.